# Gałgi
Gałgi (lit. Galgiai) – wieś na Litwie, w okręgu wileńskim, w rejonie wileńskim, w gminie Mickuny. Graniczą z Wilnem.

## Historia
W dwudziestoleciu międzywojennym leżały w Polsce, w województwie wileńskim, w powiecie wileńsko-trockim, w gminie Mickuny. W 1931 miejscowość liczyła 101 mieszkańców, zamieszkałych w 17 budynkach.
Po II wojnie światowej w granicach Związku Sowieckiego. Od 1991 na niepodległej Litwie.